# Цуда Сен
Цу́да Се́н (яп. 津田仙, つだせん; 6 серпня 1837 — 24 квітня 1908) — японський науковий і освітній діяч періоду Мейдзі. Один із основоположників новітньої школи агрономії в Японії. Прибічник вестернізації, пропагандист здорового способу життя. Співзасновник Університету Аояма Гакуїн.

## Біографія
Цуда Сен народився 6 серпня 1837 року в східнояпонському уділі Сакура-хан провінції Сімоса, в самурайській родині Кодзіма. 1851 року його віддали названим сином до роду Сакураї. 1857 року хлопець виїхав до Едо, де вивчав голландські науки, а також англійську мову й літературу.
1861 року Сен одружився з донькою Цуди Дайтаро, чиновника сьоґунату Токуґава. За сприяння тестя він був прийнятий на роботу перекладачем урядника Іноземних справ. Одночасно з цим Сен став названим сином дому Цуда, який не мав спадкоємця чоловічого роду.
1867 року Сен, разом із Фукідзавою Юкіті, відвідав США у складі групи інспектора фінансового відомства сьоґунату Оно Томоґоро. Він був вражений здобутками західної агрономії, плануючи впровадити методи новітнього сільського господарства у себе на батьківщині.
1869 року Сен працював у Токійському готелі Цукідзі, а з 1871 року став тимчасовим співробітником Відділу освоєння Півночі при Імператорському уряді Японії. 1873 року він взяв участь у Міжнародній виставці у Відні, де познайомився із голландським агрономом Даніелєм Хойбренком. 1874 року Сен переклав японською його працю «Метод вирощування, пояснений трьома різними процесами», пропонуючи підвищити врожаї японського рису та інших злаків за допомоги пилкового вирощування. Він широко популяризував цю ідею, але однозначної підтримки в середовищі агрономів та осіб, зайнятих сільським господарством, вона не знайшла.
1875 року Сен заснував Товариство вивчення сільського господарства, а наступного року відкрив Товариську школу та журнал «Сільське господарство». 1880 року він почав видавати часопис «Освоєння Хоккайдо», в якому пропагував методи західної агрономії. В цей же час Сен прийняв християнство протестантського напряму й долучився до створення школи, що стала попередницею Університету Аояма Ґакуїн.
Після 1897 року Сен полишив усі справи, пов'язані з державною службою, зайнявшись громадським рухом за заборону алкогольних напоїв і тютюнопаління. Він помер від крововиливу в мозок 24 квітня 1908 року, у 71-річному віці. Похорони покійного відбулися в лекційній залі Аояма Ґакуїн.
Цуда Умеко, донька Сена, стала засновницею приватної англійської школи для дівчат, яка розвинулася в Університет Цуда.